# Salvatore Guastella
Salvatore Guastella (Rosolini, 14 aprile 1963) è un ex calciatore italiano, di ruolo difensore.

## Biografia
Nel 1986 ha sposato la giornalista Patrizia Camassa, dalla quale ha avuto due figli.

## Caratteristiche tecniche
Giocava nel ruolo di difensore sinistro.

## Carriera
Cresciuto nel Siracusa, esordì con il Ragusa in Serie C2 nel 1982; l'anno successivo andò allo Spezia e poi a Bari, dove con i pugliesi salì dalla Serie C1 alla massima serie. Ha vinto due campionati di serie B conquistando due promozioni in serie A.
Con la squadra del Bari segnò 2 gol: il primo in casa contro il Foggia, il secondo in Coppa Italia contro la Fiorentina, a Firenze. Quel gol valse, insieme a quello segnato da Acerbis, per la qualificazione ai quarti di finale.

## Dopo il ritiro
Dal 2000 è opinionista sportivo dell'emittente televisiva Teleregione di Barletta; lavorando per quest'emittente ha vinto nel 2009, insieme al collega Max Sisto, il secondo premio nella categoria "Sport" del concorso nazionale "TV d'oro" (istituito dalla rivista Millecanali) per La Ritirata, diario quotidiano sul ritiro del Bari.
Dal luglio 2011 è giornalista pubblicista, e opinionista sportivo per alcune emittenti televisive locali. Dal 2017 svolge l'attività di allenatore in una nota scuola calcio pugliese, dal 2022 Delegato dell'Associazione Italiana Calciatori nella serie B.

## Palmarès

### Club

#### Competizioni nazionali
- Serie C1: 1

Bari: 1983-1984